# Philippe Barbeau (ingénieur du son)
Pour les articles homonymes, voir Barbeau et Philippe Barbeau.
Philippe Barbeau est un ingénieur du son français travaillant notamment dans le domaine du documentaire animalier.

## Filmographie (sélection)
- 1989 : Le Peuple singe de Gérard Vienne
- 1996 : Microcosmos : Le Peuple de l'herbe de Claude Nuridsany et Marie Pérennou
- 2001 : Le Peuple migrateur de Jacques Perrin, Jacques Cluzaud et Michel Debats
- 2007 : Les Animaux amoureux de Laurent Charbonnier
- 2009 : Océans de Jacques Perrin et Jacques Cluzaud
- 2013 : Il était une forêt de Luc Jacquet
- 2015 : Les Saisons de Jacques Perrin et Jacques Cluzaud

## Distinctions

### Récompenses
- César 1997 : César du meilleur son pour Microcosmos : Le Peuple de l'herbe

### Nominations
- César 2011 : César du meilleur son pour Océans